# Mont Idoukal-n-Taghès
Mont Idoukal-n-Taghès lub Baguezane – szczyt w pasmie Aïr, w Afryce Zachodniej. Leży w środkowym Nigrze i jest najwyższym szczytem tego kraju oraz pasma Aïr.